# جون نيكسون
جون نيكسون (بالإنجليزية: John Nixon)‏ هو مصرفي أمريكي، ولد في 1733، وتوفي في 31 ديسمبر 1808.